# 八字桥历史街区
八字桥历史街区是浙江省绍兴市的一处历史文化街区，位于绍兴古城东部，有稽山河与都泗河等河道，八字桥、广宁桥等古桥。
八字桥历史街区拥有典型的传统江南水乡风貌。建筑大多建于清末民初，临水而建，居民临河而居。

## 历史建筑
八字桥历史街区内有众多历史建筑。